# Emil Ernst Heinsdorff

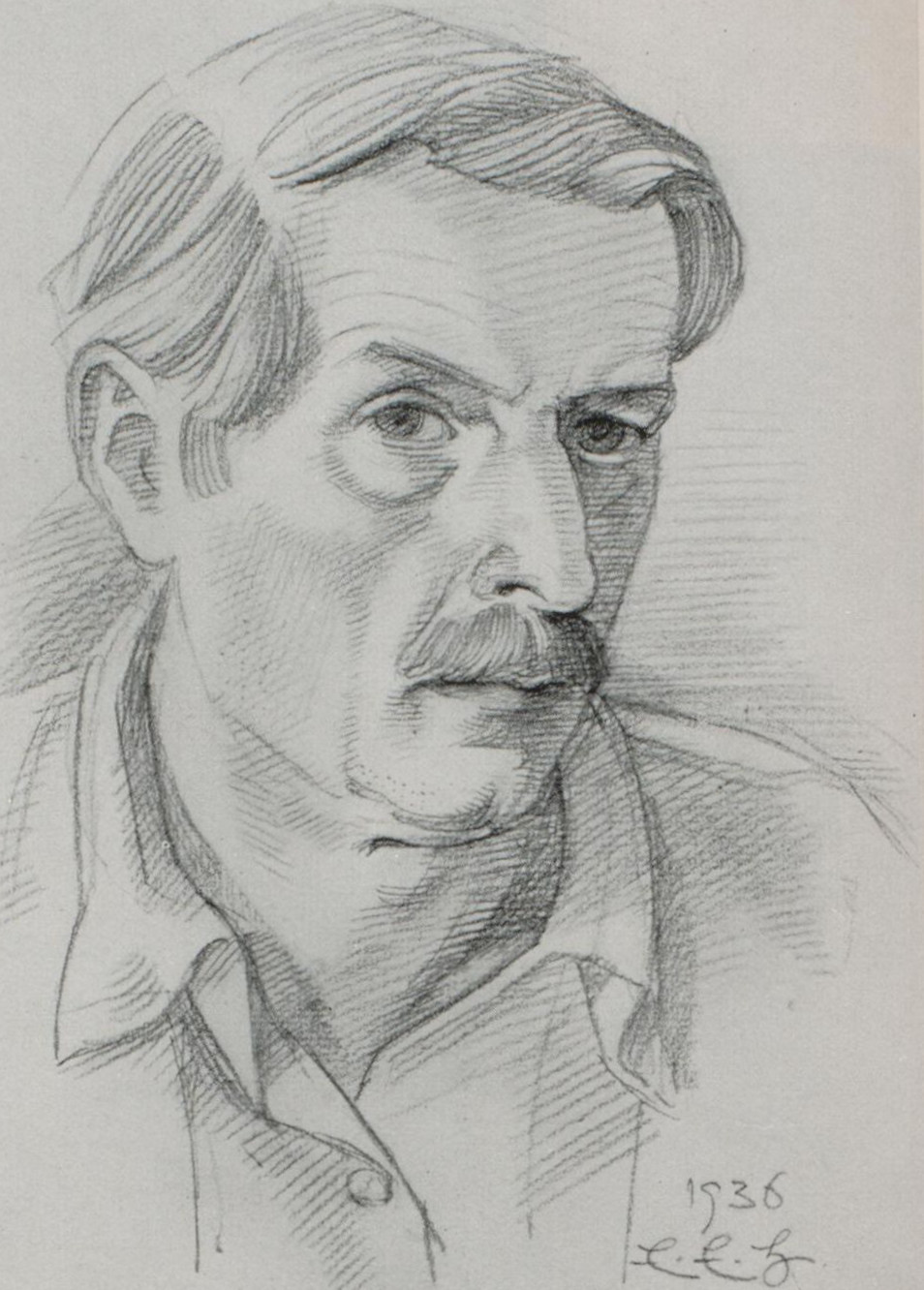
Emil Ernst Heinsdorff, Selbstbildnis 1936

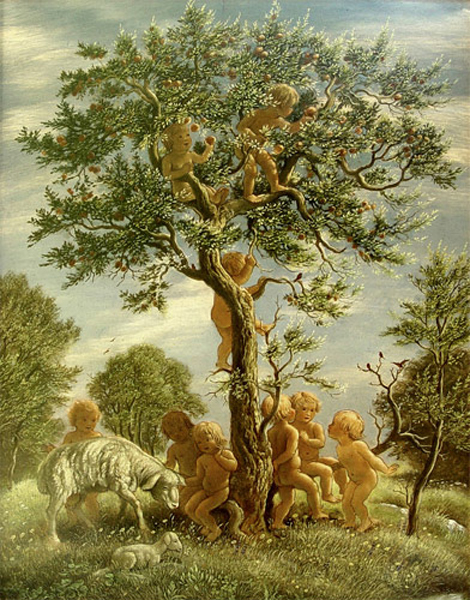
Das Kinderparadies (1927)

Emil Ernst Heinsdorff (* 16. März 1887 in Rathenow; † 19. Januar 1948 in Irschenhausen) war ein deutscher Maler, Illustrator, Goldschmied und Radierer.

## Leben
Heinsdorff wurde zunächst zum Graveur in Düsseldorf ausgebildet. Danach studierte er an der Akademie in Karlsruhe bei Hans Thoma und privat in München bei Edmund Steppes. Er wurde Gründungs- und Vorstandsmitglied der Deutschen Kunstgesellschaft sowie Mitbegründer der Münchner Künstlervereinigung „Der Bund“. Er ließ sich in München nieder, wohnte auch auf seinem Landsitz in Irschenhausen.
Neben der Ölmalerei beschäftigte er sich mit Lithographien, Holzschnitten und Radierungen. Seine bevorzugten Themen waren Darstellungen von Kindern und Blumen. Er illustrierte auch Bücher, darunter das 1941 veröffentlichte 'entjudete' Gesangbuch Großer Gott wir loben dich. Viele seiner Werke erschienen in Form von Postkarten. Er entwarf auch Spielkarten, war auch als Goldschmied tätig.
In der Zeit des Nationalsozialismus war Heinsdorff Mitglied der Reichskammer der bildenden Künste und u. a. von 1937 bis 1944 auf allen Großen Deutsche Kunstausstellungen in München mit Landschaftsbildern und Blumenstillleben vertreten.